# سمكة الكهف العمياء
سمكة الكهف العمياء أو التترا المكسيكية (بالإنجليزية: Mexican Tetra, Blind Cave Fish)‏، تسميتها العلمية هي Astyanax mexicanus، وهي سمكة مياه عذبة من فصيلة الكارسيدي من رتبة أسماك كاراسيفورميس.